# Léguevin
Léguevin – miejscowość i gmina we Francji, w regionie Oksytania, w departamencie Górna Garonna.
Według danych na rok 1990 gminę zamieszkiwało 4 217 osób, a gęstość zaludnienia wynosiła 172 osób/km² (wśród 3020 gmin regionu Midi-Pyrénées Léguevin plasuje się na 73. miejscu pod względem liczby ludności, natomiast pod względem powierzchni na miejscu 429.).

## Zabytki

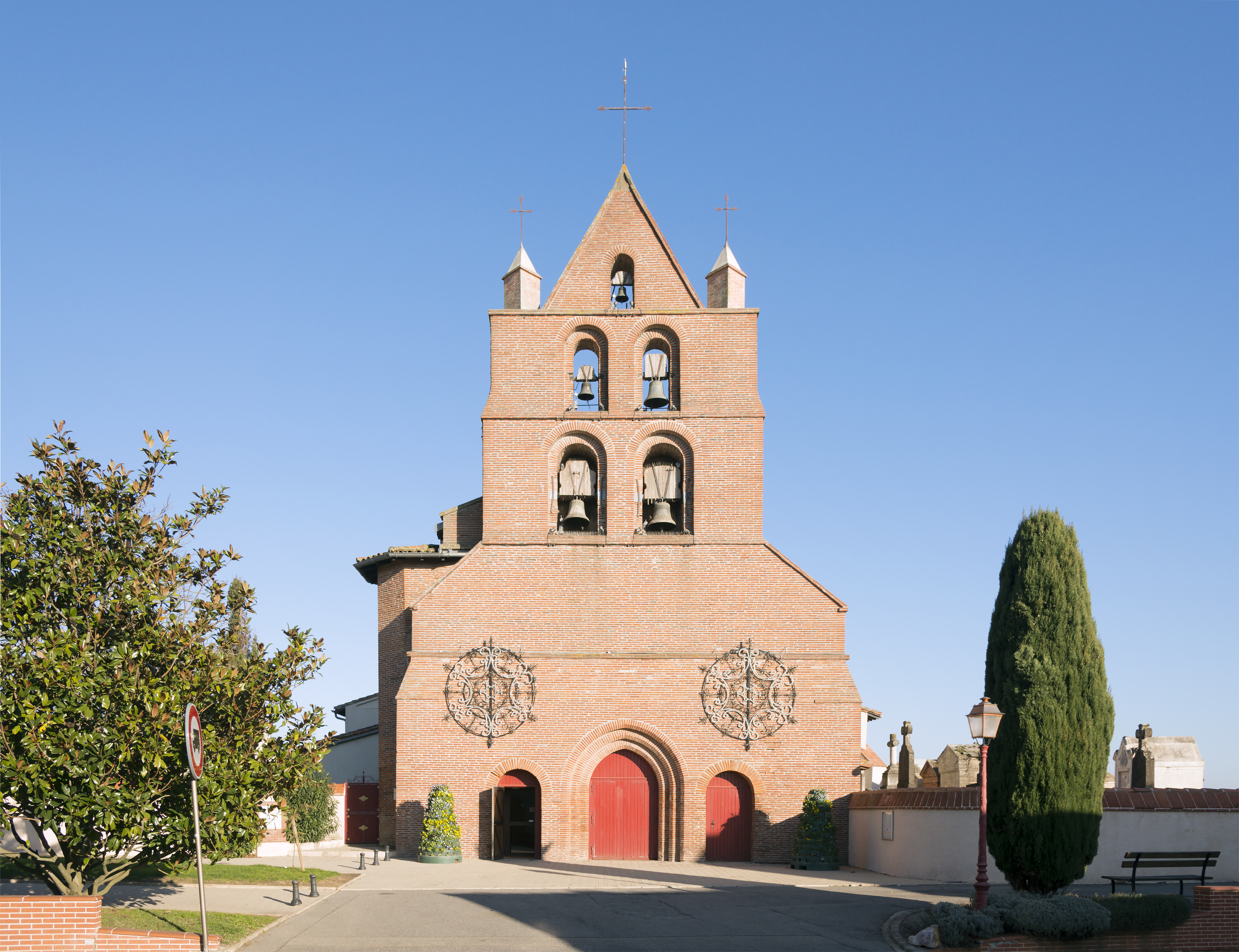
Kościół.
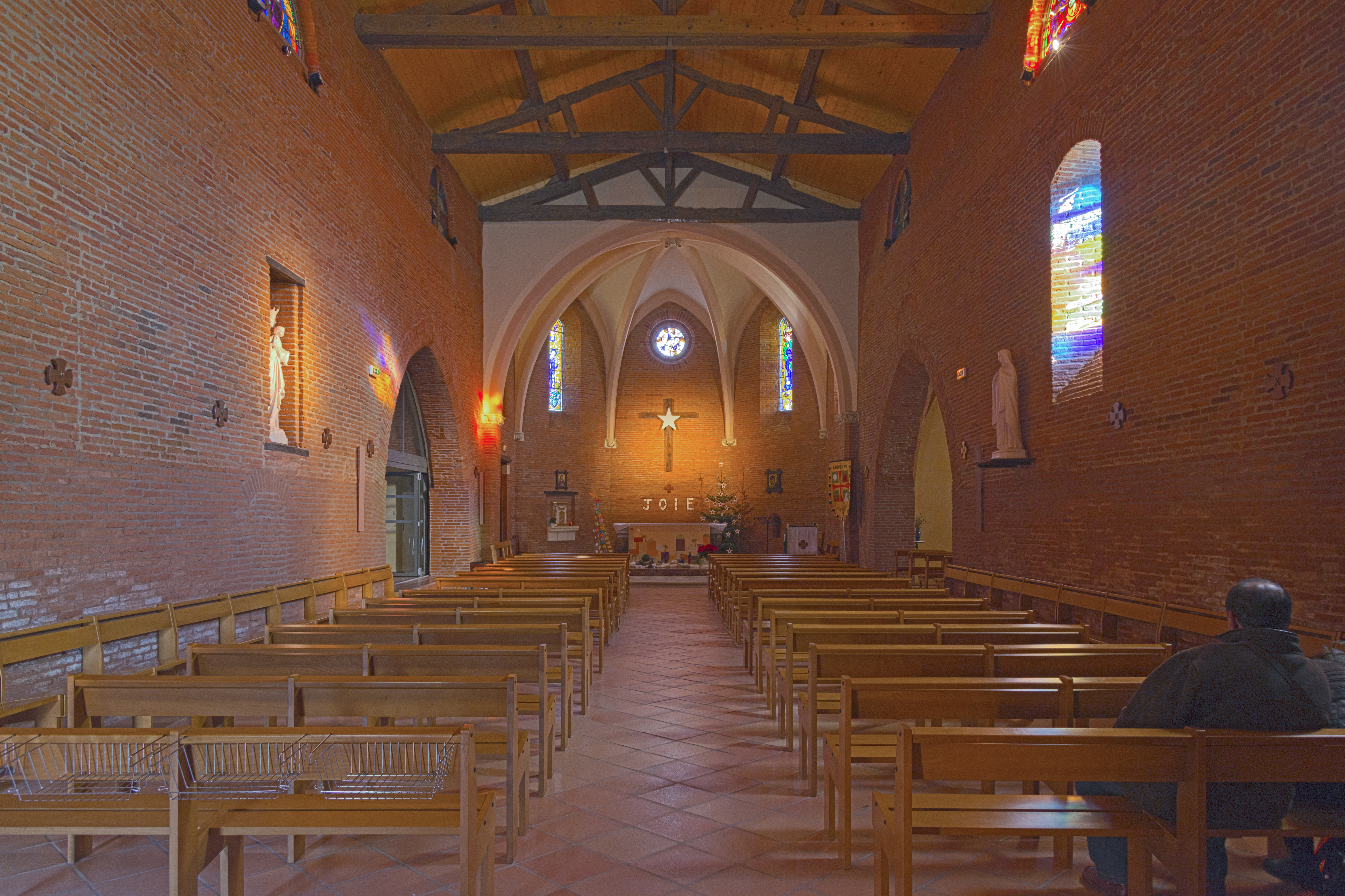
Nawa.
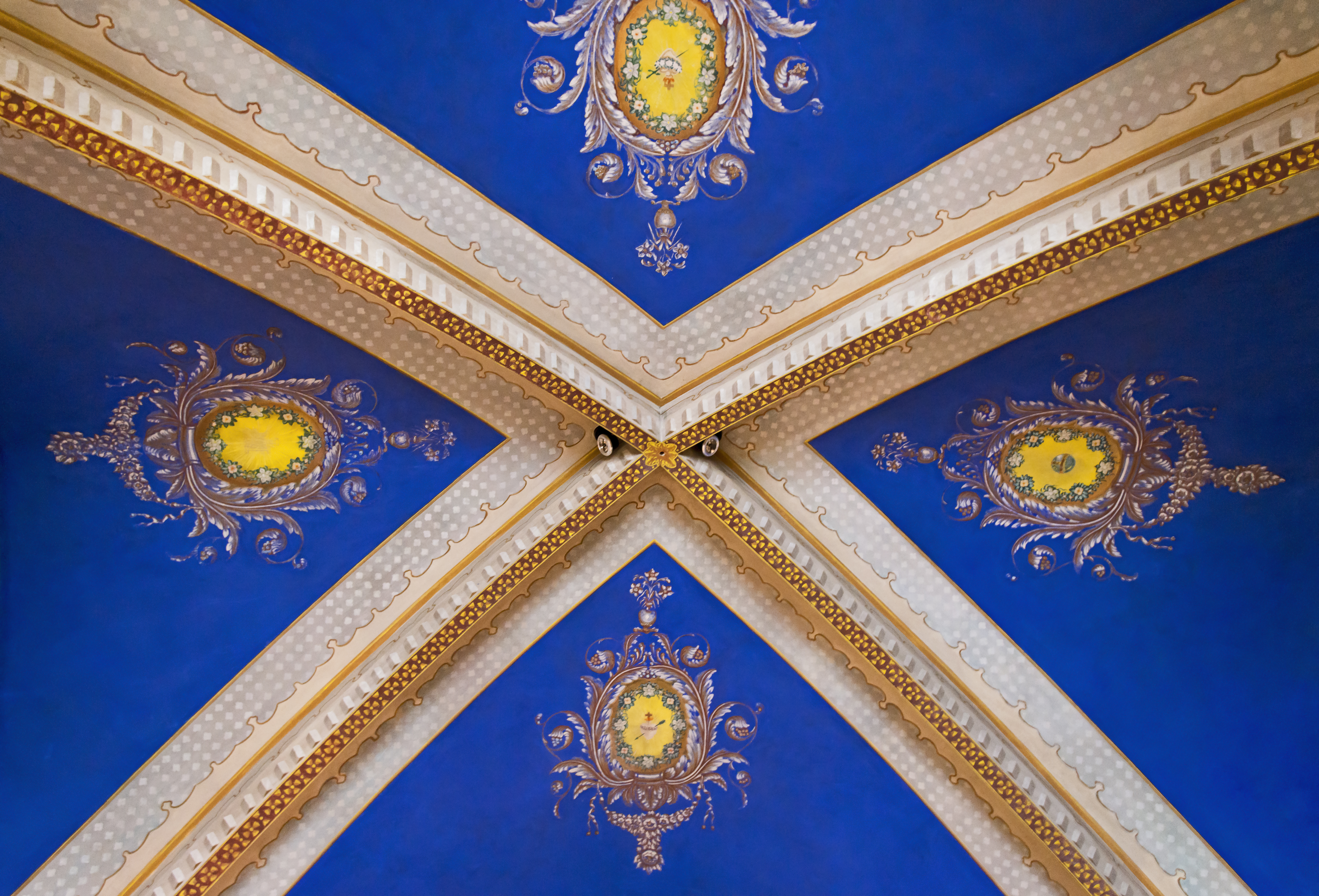
Dach kościoła.
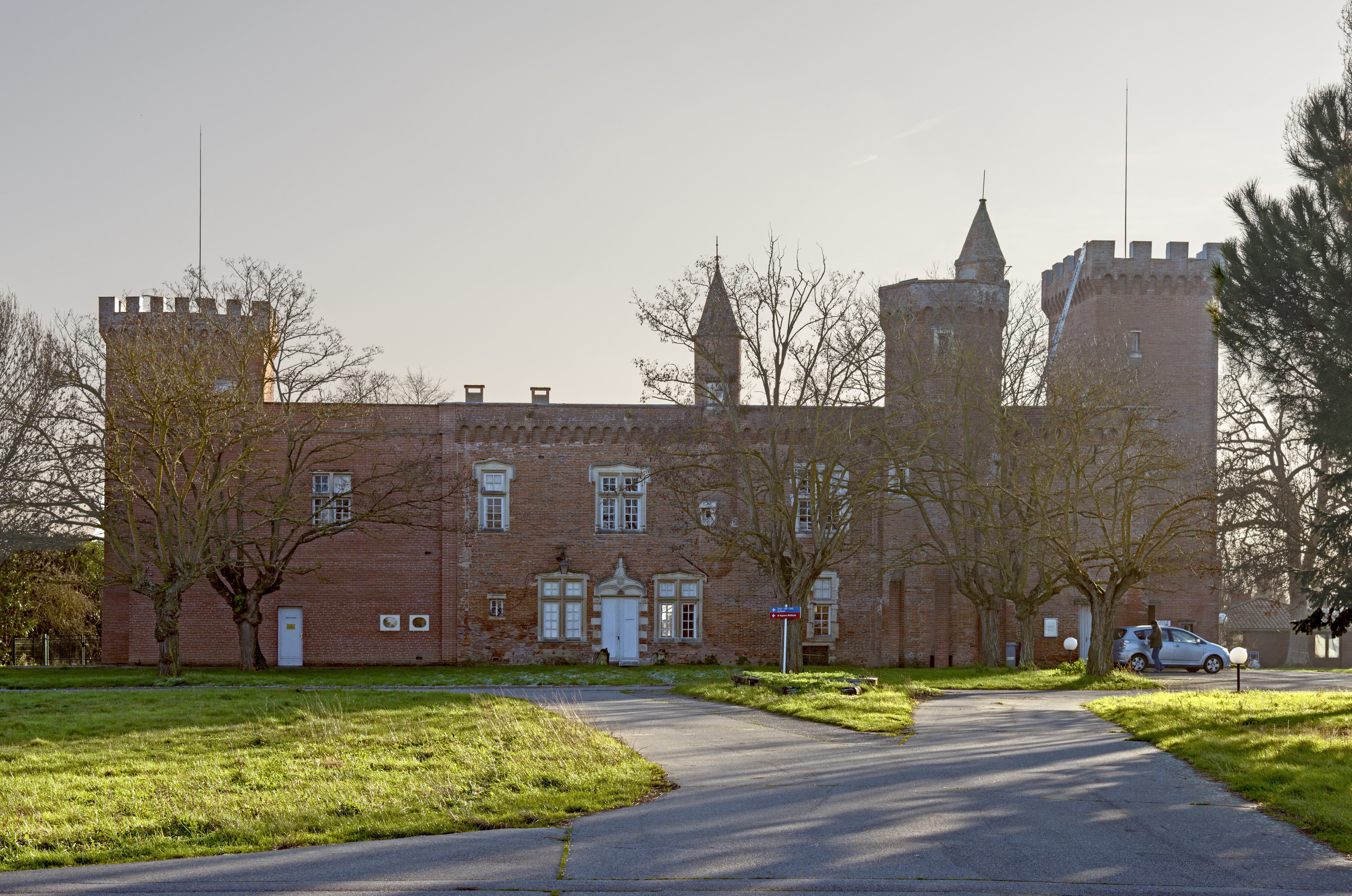
Zamek.
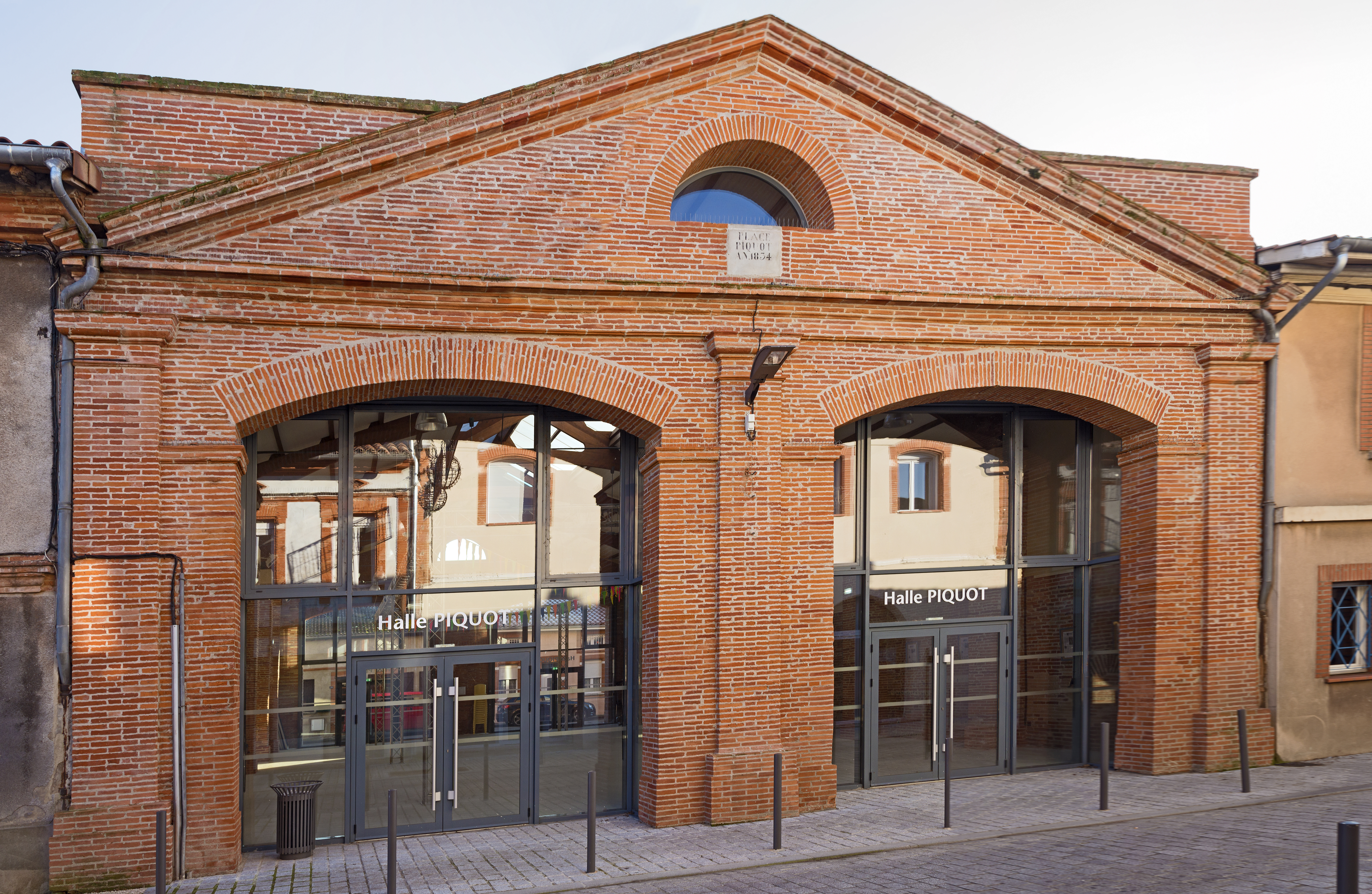
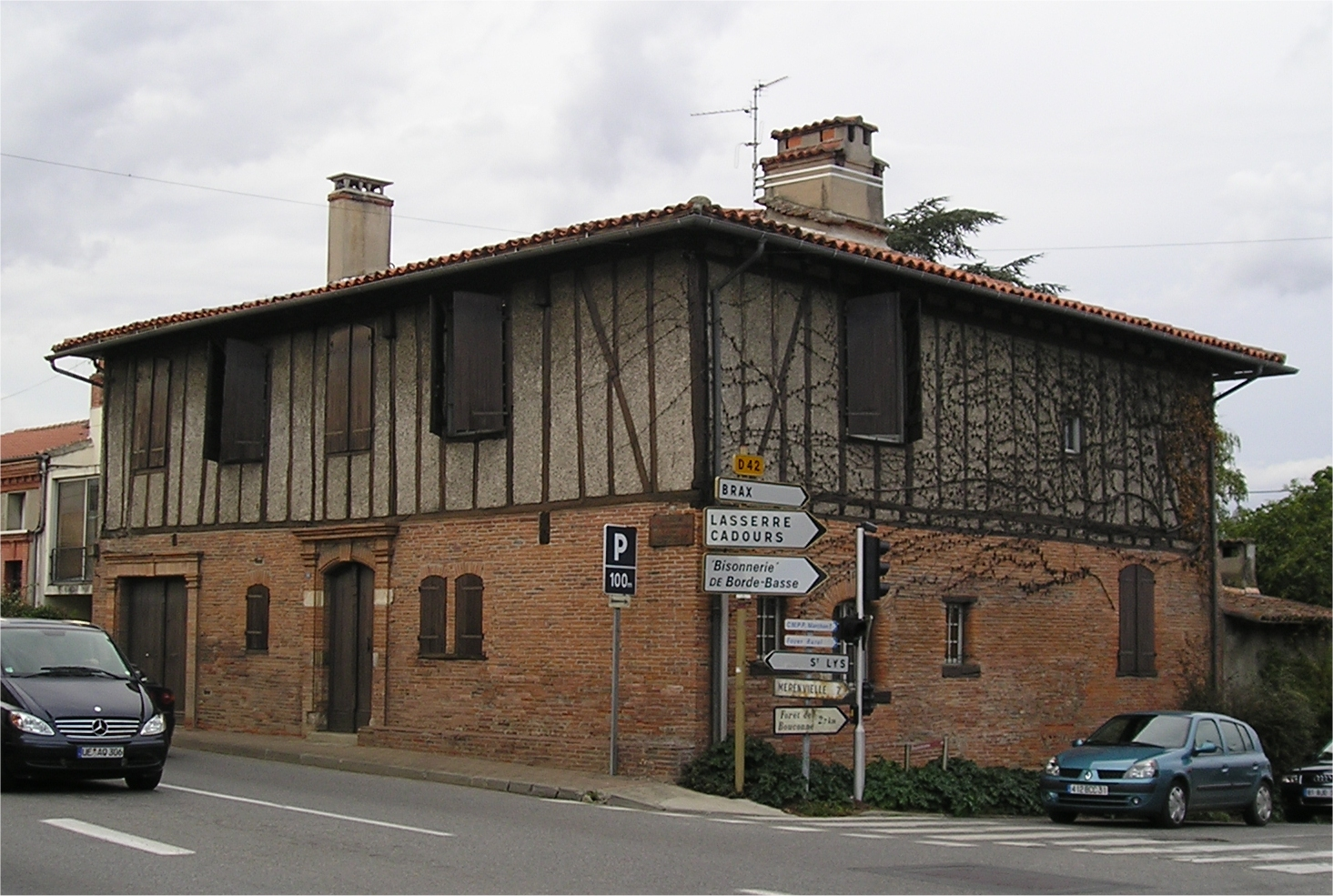
Dawny zajazd.